# Ordem da Casa de Orange
A Ordem da Casa de Orange (holandês: Huisorde van Oranje), por vezes também denominada Casa Ordem de Orange, é uma ordem dinásticas da Casa de Orange, Casa Real de Orange-Nassau. A ordem foi instituída pela Rainha Guilhermina em 1905 e não está sujeita a responsabilidade ministerial ou influência, mas é atribuído, segundo o critério do monarca holandês.

## História
Em 1905, a rainha Guilhermina sentiu a necessidade de uma casa, porque a Ordem da Coroa Oak do Grão-Ducado do Luxemburgo, usado por seu pai e avô de recompensa assuntos da coroa holandêsa, já não estava disponível para ela, enquanto as fêmeas não foram autorizados a suceder ao trono do Grão-Ducado do Luxemburgo devido ao Lei Salica no âmbito da sua constituição em 1890.

### Período 1905 - 1969
A Ordem da Casa de Orange tinha uma muito complexa nomenclatura, com 18 classes diferentes e medalhas:
1. Grande Cruz
2. Grande Oficial
3. Comandante
4. Oficial
5. Cavaleiro
6. Cavaleiro
7. Cavaleiro de 2ª Classe (desde 1908)
8. A Medalha de Ouro de Arte e Ciência (igualdade na classificação de um Grande Oficial e muito raro)
9. A Medalha de Ouro de iniciativa e inventividade (desde 1917, igual na classificação de um Grande Oficial e muito raro)
10. A medalha de prata para a Arte e Ciência (igualdade na classificação de um oficial e raro)
11. A Medalha de Prata de iniciativa e inventividade (desde 1917, igual na classificação de um oficial e raro)
12. Dama de honra
13. Cruz de ouro do mérito
14. Cruz de prata de Mérito
15. Medalha de Ouro de Honra
16. Medalha de Prata de Honra
17. Medalha de Bronze de Honra
18. Medalha para salvar vidas em perigo mortal (desde 1910)
19. A Medalha de Bronze para a Arte e Ciência. (igualdade na classificação de um cavaleiro e raro)

O número não indica uma posição dentro da Ordem. A dama de honra não foi nem inferior ou superior a outra classe, porém mais alta patente era a Grã-Cruz. A insígnia variar consideravelmente entre esses prêmios, mas todos eles compartilham a mesma fita laranja, simbolizando a Casa de Orange.
Mais de 3200 decorações foram atribuídas entre 1905 e 1969, principalmente para Tribunal Dignitários, lar da Rainha, e os médicos e advogados, que poderão escolher entre enviar um projeto de lei para os seus serviços ou uma decoração na Ordem da Casa. 

### Período 1969 - Atualidade
Em 1969, a rainha Juliana decidiu reorganizar a ordem para trazê-lo mais de acordo com o espírito cada vez mais igualitário da sociedade holandesa. Como resultado, a ordem agora diverge em quatro grupos:
1º A Ordem da Casa
2º A Ordem de Lealdade e Mérito
3º Medalhas de Honra
- A medalha de Honra de Artes e Ciências
- A medalha de Honra de iniciativa e inventividade

4º A Ordem da Coroa
| A Ordem da Casa (Cruz de Cavaleiro) | Ordem de Lealdade e Mérito (Cruz de Cavaleiro) | Ordem da Coroa (Cruz de Cavaleiro) |
| ----------------------------------- | ---------------------------------------------- | ---------------------------------- |
|                                     |                                                |                                    |